# Villa gallo-romaine de Sainte-Marguerite-sur-Mer
La villa gallo-romaine de Sainte-Marguerite-sur-Mer est une villa romaine située sur la commune de Sainte-Marguerite-sur-Mer, département de la Seine-Maritime, région Normandie. Elle fait l'objet d'un classement au titre des monuments historiques depuis 1862.

## Histoire
Le site est classé comme monument historique depuis 1862.